# Ана Савич
Ана Савич (нар. 9 жовтня 1989) — колишня хорватська тенісистка.
Найвищу одиночну позицію світового рейтингу — 222 місце досягла 25 лютого 2013, парну — 592 місце — 6 жовтня 2014 року.
Здобула 9 одиночних та 1 парний титул туру ITF.

## Фінали ITF (10–5)

### Одиночний розряд (9–4)
| Легенда          |
| ---------------- |
| турніри $100,000 |
| турніри $75,000  |
| турніри $50,000  |
| турніри $25,000  |
| турніри $15,000  |
| турніри $10,000  |

| Фінали за покриттям |
| ------------------- |
| Тверде (1–2)        |
| Ґрунт (8–2)         |
| Трава (0–0)         |
| Килим (0–0)         |

| Результат | Ранг | Дата             | Турнір               | Покриття   | Суперниця           | Рахунок       |
| --------- | ---- | ---------------- | -------------------- | ---------- | ------------------- | ------------- |
| Перемога  | 1.   | 29 жовтня 2006   | Дубровник, Хорватія  | Ґрунт      | Полона Ребершак     | 1–6, 6–3, 6–4 |
| Поразка   | 1.   | 14 грудня 2008   | Пршеров, Чехія       | Тверде (i) | Тереза Гладікова    | 4–6, 5–7      |
| Перемога  | 2.   | 4 березня 2012   | Анталія, Туреччина   | Ґрунт      | Джоя Барб'єрі       | 6–3, 6–4      |
| Перемога  | 3.   | 10 березня 2012  | Анталія              | Ґрунт      | Мартіна де Джузеппе | 6–2, 4–6, 6–2 |
| Перемога  | 4.   | 18 березня 2012  | Анталія              | Ґрунт      | Ясмина Тиньїч       | 6–0, 6–4      |
| Перемога  | 5.   | 25 березня 2012  | Анталія              | Ґрунт      | Ліза Сабіно         | 5–0 ret.      |
| Перемога  | 6.   | 1 липня 2012     | Прокуплє, Сербія     | Ґрунт      | Шанталь Шкамлова    | 6–2, 6–4      |
| Поразка   | 2.   | 5 серпня 2012    | Трнава, Словаччина   | Ґрунт      | Анастасія Севастова | w/o           |
| Перемога  | 7.   | 7 жовтня 2012    | Солін, Хорватія      | Ґрунт      | Бернарда Пера       | 5–7, 6–2, 7–5 |
| Перемога  | 8.   | 22 грудня 2012   | Анкара, Туреччина    | Тверде (i) | Моніка Пуїг         | 5–7, 6–3, 6–4 |
| Перемога  | 9.   | 8 листопада 2014 | Касабланка, Марокко  | Ґрунт      | Валентина Куликова  | 6–0, 6–3      |
| Поразка   | 3.   | 19 червня 2016   | Шарм-еш-Шейх, Єгипет | Тверде     | Жаклін Крістіан     | 5–7, 4–6      |
| Поразка   | 4.   | 11 вересня 2016  | Хаммамет, Туніс      | Ґрунт      | Фанню Естлунд       | 4–6, 2–6      |

### Парний розряд (1–1)
| Легенда          |
| ---------------- |
| турніри $100,000 |
| турніри $75,000  |
| турніри $50,000  |
| турніри $25,000  |
| турніри $15,000  |
| турніри $10,000  |

| Фінали за покриттям |
| ------------------- |
| Тверде (0–0)        |
| Ґрунт (1–1)         |
| Трава (0–0)         |
| Килим (0–0)         |

| Результат | Ранг | Дата          | Турнір             | Покриття | Партнерка             | Суперниці                       | Рахунок  |
| --------- | ---- | ------------- | ------------------ | -------- | --------------------- | ------------------------------- | -------- |
| Перемога  | 1.   | 6 квітня 2007 | Цавтат, Хорватія   | Ґрунт    | Анастасія Полторацька | Ана Йованович Наташа Зорич      | 6–1, 6–1 |
| Поразка   | 1.   | 6 серпня 2016 | Вінковці, Хорватія | Ґрунт    | Теа Фабер             | Біанка Бекефі Сабіна Славіковіч | 4–6, 4–6 |